# Hosam Aiesh
Hosam Aiesh (Göteborg, 14 aprile 1995) è un ex calciatore svedese naturalizzato siriano, di ruolo centrocampista o attaccante.

## Carriera
Aiesh è cresciuto a Göteborg tra le giovanili dell'Azalea BK e quelle dell'Häcken.
Proprio con l'Häcken ha collezionato la prima presenza in Allsvenskan, il 24 maggio 2014 durante l'1-1 sul campo del Falkenberg: è stata però quella l'unica disputata in giallonero in campionato. Nella seconda parte di stagione è stato girato in prestito in Superettan al Varberg.
Approdato all'Östersund a partire dalla stagione 2015 a parametro zero, Aiesh ha partecipato alla corsa dell'Östersund verso la prima promozione in Allsvenskan. Il suo apporto è stato di 2 gol in 24 partite, 16 di queste iniziate dal primo minuto.
L'Östersund tuttavia ha iniziato il suo primo campionato di Allsvenskan senza Aiesh in rosa, visto il prestito al Varberg. Per il giocatore è stata la seconda parentesi al Varberg, dopo quella di un anno e mezzo prima.
Nel luglio 2015 è rientrato all'Östersund per tornare a far parte della prima squadra. Il 13 aprile 2017 ha segnato il temporaneo raddoppio della sua squadra nella finale di Coppa di Svezia 2016-2017 vinta 4-1 contro l'IFK Norrköping, contribuendo alla conquista del trofeo. Divenuto nel frattempo titolare fisso, nel corso dell'Allsvenskan 2018 ha collezionato 10 assist ottenuti in 23 presenze, chiudendo la stagione come miglior uomo assist del campionato. Nonostante la sua richiesta di essere ceduto fosse stata espressa anche pubblicamente, ha iniziato all'Östersund anche la stagione 2019 prima di aver ottenuto il trasferimento a campionato in corso.
Nel corso dell'estate, infatti, i media svedesi hanno riportato dell'interesse per Aiesh da parte di squadre estere ma anche di alcune tra le migliori squadre svedesi. A spuntarla per il suo acquisto è stato l'IFK Göteborg, squadra della sua città natale, che avrebbe pagato circa 6 milioni di corone per il suo cartellino (poco meno di 600.000 euro) mentre il giocatore ha firmato un contratto di tre anni e mezzo. In tre campionati e mezzo ha messo a referto 8 reti e 9 assist in 80 presenze. Al termine dell'Allsvenskan 2022 ha annunciato che avrebbe lasciato la squadra a parametro zero.
Il 5 gennaio 2023 è stato presentato dai sudcoreani del Seoul, grazie anche al passaporto siriano che gli permette di essere utilizzato come giocatore asiatico.

## Palmarès

### Club

#### Competizioni nazionali
- Coppa di Svezia: 2

Östersund: 2016-2017
IFK Göteborg: 2019-2020